# Euploea fusca
Euploea fusca är en fjärilsart som beskrevs av Abel Dufrane 1948. Euploea fusca ingår i släktet Euploea och familjen praktfjärilar. Inga underarter finns listade i Catalogue of Life.